# Григалюнас, Медардас Юлионович
Медардас Юлионович Григалюнас (лит. Medardas Grigaliūnas) — советский хозяйственный, государственный и политический деятель; литовский агроном.

## Биография
Родился в 1925 году в деревне Куоджяй Вельжисской волости. В 1962 году окончил Литовскую сельскохозяйственную академию.
Член КПСС.
С 1950 года — на хозяйственной, общественной и политической работе. В 1950—2008 годах — работник управления сельского хозяйства Шяуляйского района, ответственный работник ЦК КП Литвы и Совмина Литовской ССР, председатель колхоза «Кепаляй», председатель Йонишкского районного исполнительного комитета, партийный организатор ЦК ЛКП Йонишкского территориального объединения колхозов и совхозов, 1-й заместитель министра сельскохозяйственного производства и заготовок (1962—1963), министр сельскохозяйственного производства и заготовок Литовской ССР (1963—1965), министр сельского хозяйства Литовской ССР (1965—1985), заместитель председателя Агропромышленного комитета Литовской ССР (1985—1988), председатель Межколхозного объединения курортных учреждений (1988—1992), программный директор Литовской ассоциации сельскохозяйственных предприятий (1993—1997).
Избирался депутатом Верховного Совета Литовской ССР 6-10-го созывов (1963—1990). Делегат XXIV съезда КПСС.
Заслуженный работник сельского хозяйства СССР. Автор книг „Intensyvinti gamybą – svarbiausias žemdirbių uždavinys“ (1977), „Tarybų Lietuvos žemės ūkio gamybos intensyvinimas“ (в соавторстве, 1983).
Умер в Вильнюсе 9 февраля 2014 года.